# Werbepatent
Als Werbepatent, auch Werbekontrakt oder Werbekapitulation genannt, ist der Vertrag zwischen einem Landesherrn und einem mit der Werbung von Soldaten beauftragten Werbeoffizier. Die unterschriebene Urkunde diente gleichzeitig als Nachweis der Berechtigung des Werbeoffiziers, Werbung durchführen zu dürfen. Sie galt gegenüber Amtsträgern und Untertanen des Ausstellers.

## Inhalt
Im Werbepatent waren u. a. festgelegt
- das Gebiet, in dem die Werbung erfolgen sollte (Werbebezirk),
- die Zahl der Männer, die geworben werden sollten,
- manchmal auch die Größe und das Alter (Mindestangaben) der zu werbenden Männer,
- bei Werbung im eigenen Land auch manchmal das Verbot, Angehörige bestimmter Berufe zu werben,
- das Handgeld, das als Verpflichtungsprämie dem Geworbenen bei der Verpflichtung sofort „auf die Hand“ auszuzahlen war,
- Ort und Zeitpunkt zur Versammlung der Geworbenen.

## Beispiel für Werbung von Schweizer Reisläufern
Befehl des Herzogs Ulrich von Württemberg, 6.000 Mann in der Schweiz anzuwerben vom 12. August 1518:

„Nachdem die löuff sich dieser zeit ernstlich erzögen unnd wir nit wissen ob der jetzig Rychstag zu Augspurg uns zu wider enden wird oder nit, haben wir bedacht unns selbs dannnocht ouch zu uersenhen darumb so beuelen wir dir du wöllst uns VIm [=6 mille, 6.000] guter Knecht und under denselbigen ouch hauptleute und fendrich Inn der aidgenoßschaft annemen und bestellen umb ain Sold. So wir Ir bedörffen werden das sie uns umb selbigen Sold zuziehen, So wir aber Ir net bedörffen das wir dann Inen zu thund ouch nicht Schuldig syen, Inmaßen wie du also annemen und bestellt würdest, von denselben wollest zuvor unnderrichtung nehmen, ob nit unser vogt zu tübingen und lieber getrewer Eberhard von Ryschach (so derglychen beuelh von uns hatt.) sie ouch angenommen oder mit Inen gehandellt heb, damit nit zwyfache Handlung gescheh, unnd einer dem andern seinem annemen und bestellen Irrung oder Verhinderung thue, sollest du dann zu thund wol waist und wir dir vertawen daran geschicht unser meynung, dat stuttg. Dornstegg nach laurentii XVIIj

An H. Albrecht von Landenberg Rittr

Deßglych an Eberhartten von Ryschach Vogt zu Tibingen“

Neben der Werbung durch beauftragte Werbeoffiziere erließen die Landesherren vereinzelt auch allgemeine Aufrufe an ihre Untertanen (offenes Werbepatent), sich zu den Truppen zu melden.

## Beispiel für ein offenes Werbepatent
„Von Gottes Gnaden, Wir Eberhard Ludwig, Hertzog zu Würtemberg und Teck, … der Röm. Kays. Majest. Wie auch deß H. Röm. Reichs General der Cavallerie, etc.

Fügen hiemit zu vernehmen: Demnach bey Unsern dermahlen auff den Beinen haltenden Regimentern zu Fuß auß letzt-verwichener Campagne sich einiger Abgang an Mannschafft ergeben, deren schleunige Wiederaufstell- und Recroutierung umb so mehrers nötig, als die Conjuncturen von allen Seiten noch zimlich weit außsehend anscheinen, mithin Wir mehr, als jemahlen ob Unserer, und der Uns von Gott anvertrauter Landt und Leute Huet und Defension zu seyn hohe Ursach haben: Jedoch aber der, in deren Auffbringung bißher gebrauchter Modus, durch Wahl und Loß, als wodurch die Leuth mehrmalen mit Unmuth unter die Miliz gezogen worden, auch sonst, wider unsere Meinung, Beschwerden und Ungleichheiten mit untergeloffen, Uns nicht mehr anständig seyn will, sondern Wir es lieber auff die freye Wahl und Willen eines jeden außstellen wollen, Wer auß Liebe zu Uns und Seinem eigenen Vatterland unter Vorermelte Unsere Regimenter zu Fuß sich anwerben und enrollieren lassen wolle, da dann jedem wie ersterwehnt, freywillig abgebendem, der sich etwa anderst nicht, als auff gewisse zeit einlassen, und engagieren wollte, Er seye gleich von Unsern aigenen Unterthanen, oder ein Ausländer und Frembder (wann er anderst sonst unverdächtig, und zu Kriegs-Diensten tauglich ist,) neben einem ansehnlichen Hand-Geldt und Montur, in Unserem Nahmen die Schriftliche, und mit jedem Vogts-Ambts-Innsigel bekräfftigte Versicherung gegeben werden wird, dass Er nach Zwey Jahren auff Verlangen der Dienst wieder erlassen, und seinen Abschied bekommen: Dafern Er aber darinn zu continuiren aigens Lust haben sollte, gleichsam als ein Neu-Anwerbender tractirt, mithin Ihme, gleich Anfangs geschehen, wieder neues Werb-Geldt auff die Hand gegeben, und frische Montur angeschafft werden solle: Als haben Wir ein solches durch dieses offene Patent zu Männiglichs Wissenschaft bringen, und keines Weges zweiffeln wollen, es werden wenigstens Unsere Unterthanen die zu Ihrem besten hierunter führende Mild-Fürstl. und Lands-Vätterlich Intention auß solch-Unserer Gnädigsten verordnung sattsam erkennen, mithin dieselbe zu Ihrem Effect so wol Selbst, als durch andere zu befördern, sich auff alle Weise angelegen seyn lassen: Wie Wir dann, Sie hierinn umb so mehrers zu excitiren, noch ferner die Gnädigste Verfügung gethan, dass einem jeden, der einen dergleichen tauglichen Mann auffbringen, und Unsern beamten zur Anwerbung wücklich zuführen wird, aus jeden Orths Ambts-Cassa zur recompens und Ergötzlickeit so gleich E i n G u l d e n gereicht werden solle: gegeben unter hierfürgetruckten Fürstl. Innsigel. Sturttgart den 21ten Januar 1706“

## Verweise